# La Capilla del Taxte
La Capilla del Taxte är en ort i Mexiko.   Den ligger i kommunen Concordia och delstaten Sinaloa, i den centrala delen av landet, 800 km nordväst om huvudstaden Mexico City. La Capilla del Taxte ligger 1 267 meter över havet och antalet invånare är 142.
Terrängen runt La Capilla del Taxte är huvudsakligen kuperad, men söderut är den bergig. Runt La Capilla del Taxte är det glesbefolkat, med 15 invånare per kvadratkilometer. Närmaste större samhälle är Santa Lucía, 1,9 km nordost om La Capilla del Taxte. I omgivningarna runt La Capilla del Taxte växer i huvudsak lövfällande lövskog.